# Xavier Dolan
Xavier Dolan, także Xavier Dolan-Tadros (ur. 20 marca 1989 w Montrealu) – kanadyjski reżyser, scenarzysta, aktor, montażysta i producent filmowy.

## Wczesne lata
Urodził się w Montrealu w Quebec w Kanadzie jako syn nauczycielki Geneviève Dolan i Manuela Tadrosa, urodzonego w Egipcie aktora i wokalisty kanadyjskiego. Jako dziecko wystąpił w filmach J'en suis! oraz Le Marchand de sable.

## Kariera
Zyskał międzynarodową sławę dzięki występowi w filmie Zabiłem moją matkę (2009), do którego sam napisał scenariusz, a następnie wyreżyserował go i zagrał w nim główną rolę. Film miał premierę na 62. MFF w Cannes, gdzie otrzymał ośmiominutową owację na stojąco i zdobył trzy nagrody: Nagrodę Stowarzyszenia Autorów, Reżyserów i Kompozytorów (SACD), Prix Regards Jeune oraz wyróżnienie Międzynarodowego Stowarzyszenia Kin Artystycznych dla najlepszego filmu. Po sukcesie w Cannes film Dolana otrzymał nagrodę im. Braci Lumières dla najlepszego filmu francuskojęzycznego oraz cztery statuetki kanadyjskich nagród filmowych m.in. dla najlepszego filmu oraz scenariusza, pokonując tym samym nominowane do Oscara Pogorzelisko w reżyserii Denisa Villeneuve’a. Film został też wyróżniony nagrodą im. Claude'a Jutry, a Dolan otrzymał pieniężną nagrodę dla nowego talentu. Dzieło zostało także ogłoszone jednym z dziesięciu najlepszych kanadyjskich filmów roku przez MFF w Toronto, a następnie wybrane oficjalnym kanadyjskim kandydatem do Oscara w kategorii najlepszy film nieanglojęzyczny, ostatecznie nie otrzymując jednak nominacji. Zabiłem moją matkę trafiło do kin w ponad 20 krajach świata.[3] Z powodu problemów amerykańskiego dystrybutora, Regent Entertainment, film został pokazany w amerykańskich kinach dopiero w 2013, przez co przyniósł mniejsze zyski.
Wkrótce po Zabiłem moją matkę Dolan wyreżyserował swój drugi, pełnometrażowy film – Wyśnione miłości (2010), który został sfinansowany z pieniędzy reżysera. Obraz ten opowiadał historię dwojga przyjaciół, którzy zaczynają spotykać się z tym samym tajemniczym młodym mężczyzną, przez co ich przyjaźń zostaje wystawiona na próbę. Produkcja miała premierę na 63. MFF w Cannes w sekcji "Un Certain Regard", gdzie otrzymała owacje na stojąco. Film zdobył główną nagrodę na MFF w Sydney, a później wyświetlany był na jeszcze kilku innych imprezach filmowych. Drugi film Dolana nie znalazł jednak wielu odbiorców w niefrancuskojęzycznych krajach. Pomimo to otrzymał kilka nominacji do kanadyjskich nagród filmowych Genie oraz wyróżnienie AQQC (Québec association of film critics) dla najlepszego filmu.
Trzeci film Xaviera Dolana, Na zawsze Laurence (2012), znalazł się również w sekcji "Un Certain Regard" na 65. MFF w Cannes. Suzanne Clément za występ w filmie zdobyła nagrodę dla najlepszej aktorki w ramach tej festiwalowej sekcji. Sam film otrzymał wiele pozytywnych recenzji od krytyków, jednak – podobnie do Wyśnionych miłości – nie znalazł wielu odbiorców wśród niefrancuskojęzycznej widowni.
Czwarty film w karierze Dolana był adaptacją sztuki Tom à la ferme autorstwa Michela Marca Boucharda. Obraz pt. Tom miał premierę 2 października 2013 w konkursie głównym na 70. MFF w Wenecji, gdzie zdobył prestiżową Nagrodę FIPRESCI. Choć film w 2013 wyświetlany był na różnych festiwalach na świecie, do kin w Stanach Zjednoczonych trafił dopiero w 2015. Dolan skomentował tę sytuację w sierpniu 2015 w wywiadzie dla brytyjskiego "Guardiana":
„Nikt mnie nie zna w Stanach, ponieważ filmy dystrybuowane są według dość skomplikowanej, zmiennej mody, przez różnych dystrybutorów... Nie chcę, by brzmiało to pretensjonalnie, ale jest to zagadkowe.”
Jednym z największych sukcesów Dolana był film Mama (2014). Obraz ten typowano do głównej nagrody, Złotej Palmy na 67. MFF w Cannes. Ostatecznie Dolan musiał zadowolić się jedynie Nagrodą Jury, przyznaną ex aequo dla filmu Pożegnanie z językiem autorstwa mistrza francuskiego kina, Jean-Luka Godarda. Przewodniczącą jury konkursu głównego była wtedy nowozelandzka reżyserka Jane Campion. Odbierając wyróżnienie Dolan ogłosił: „Film Fortepian był pierwszym filmem, który zdefiniował kim jestem. Spowodował, że chciałem robić filmy dla pięknych kobiet z duszą, chęciami i siłą. Nawet bycie na tej samej scenie, co Campion, jest niezwykłe”. Film został uznany przez krytyków za najbardziej dojrzałe dzieło Dolana. Stał się również jego pierwszym sukcesem kasowym — w 2014 przyniósł dochód w wys. ponad 3,5 miliona dolarów. Według "Montreal Gazette" tylko we Francji zobaczyło film ponad milion widzów. W 2015 Mama otrzymała Cezara w kategorii najlepszego filmu zagranicznego, a Dolan zasiadał w jury konkursu głównego na 68. MFF w Cannes.
W 2015 Dolan wyreżyserował teledysk do piosenki Adele „Hello”, pochodzącego z płyty 25. Teledysk do piosenki pobił rekord Vevo, uzyskując ponad 27,7 mln wyświetleń w ciągu jednej doby. W 2021 roku kontynuował z artystką współpracę przy teledysku do "Easy On Me" z albumu "30".
Następnym fabularnym projektem Dolana była adaptacja sztuki Juste la fin du monde autorstwa Jean-Luka Lagarce'a. W filmie To tylko koniec świata (2016) wystąpiła plejada gwiazd francuskiego kina: Gaspard Ulliel, Marion Cotillard, Vincent Cassel, Léa Seydoux i Nathalie Baye. Film startował w konkursie głównym na 69. MFF w Cannes, gdzie zdobył drugą nagrodę, Grand Prix.
Pierwszym anglojęzycznym filmem Dolana był obraz The Death and Life of John F. Donovan (2018), do którego napisał scenariusz wraz z Jacobem Tierneyem. Była to historia znanego hollywoodzkiego aktora (Kit Harington), którego kariera podupada, kiedy dziennikarka magazynu plotkarskiego publikuje jego korespondencję z jedenastoletnim fanem z Wielkiej Brytanii. W filmie wystąpiły również Susan Sarandon i Kathy Bates.
Przewodniczył obradom jury sekcji „Un Certain Regard" na 77. MFF w Cannes (2024).

## Upodobania filmowe
W 2009 Dolan wyznał, że jednym z jego ulubionych reżyserów jest Michael Haneke, którego ceni za precyzję w pracy kamerą oraz intensywne emocjonalnie historie, określając Funny Games (1997) i Pianistkę (2001) jako jedne z jego ulubionych filmów. Przy innej okazji Dolan stwierdził, że Fortepian (1993) Jane Campion był jego główną filmową inspiracją, a jego ulubiony film to Titanic (1997) Jamesa Camerona.

## Życie prywatne
Dolan jest gejem, co znajduje odzwierciedlenie w jego filmach. Już debiutanckie dzieło Zabiłem moją matkę (2009) zawierało wiele wątków autobiograficznych z życia twórcy.

## Filmografia
Na podstawie źródeł:
| Rok  | Tytuł                                 | Reżyser | Scenarzysta | Producent | Aktor | Rola                   | Uwagi                           |
| ---- | ------------------------------------- | ------- | ----------- | --------- | ----- | ---------------------- | ------------------------------- |
| 1994 | Misericorde                           |         |             |           | T     | Fils                   | serial telewizyjny              |
| 1996 | Omerta, la loi du silence             |         |             |           | T     | Nicholas Favara        | serial telewizyjny              |
| 1997 | J'en suis!                            |         |             |           | T     | Edouard                | reż. Claude Fournier            |
| 1999 | Le Marchand de sable                  |         |             |           | T     | rola nieznana          | reż. Nadine Fournelle           |
| 2001 | Forteresse suspendue, La              |         |             |           | T     | Michael                | reż. Roger Cantin               |
| 2007 | Miroirs d'été                         |         |             |           | T     | Julien                 | film krótkometrażowy            |
| 2008 | Martyrs. Skazani na strach            |         |             |           | T     | Antoine                | reż. Pascal Laugier             |
| 2008 | Suzie                                 |         |             |           | T     | punk                   | reż. Micheline Lanctôt          |
| 2009 | Zabiłem moją matkę                    | T       | T           | T         | T     | Hubert Minel           | reżyserski debiut               |
| 2010 | Dobrzy sąsiedzi                       |         |             |           | T     | Jean Marc              | reż. Jacob Tierney              |
| 2010 | Wyśnione miłości                      | T       | T           | T         | T     | Francis                |                                 |
| 2011 | Boys on Film 7: Bad Romance           |         |             |           | T     | Julien                 | Część cyklu Boys on Film        |
| 2012 | Na zawsze Laurence                    | T       | T           | T         | T     | mężczyzna na przyjęciu | cameo                           |
| 2013 | Tom                                   | T       | T           | T         | T     | Tom Podowski           |                                 |
| 2014 | Cud                                   |         |             |           | T     | Etienne                | reż. Daniel Grou                |
| 2014 | Pieśń słonia                          |         |             |           | T     | Michael Aleen          | reż. Charles Binamé             |
| 2014 | Mama                                  | T       | T           | T         |       | -                      |                                 |
| 2016 | To tylko koniec świata                | T       | T           | T         |       | -                      |                                 |
| 2018 | The Death and Life of John F. Donovan | T       | T           | T         |       | -                      | reżyserski debiut anglojęzyczny |
| 2018 | Wymazać siebie                        |         |             |           | T     | Jon                    | reż. Joel Edgerton              |
| 2018 | Źle się dzieje w El Royale            |         |             |           | T     | Buddy Sunday           | reż. Drew Goddard               |
| 2019 | To. Rozdział drugi                    |         |             |           | T     | Adrian Mellon          | reż. Andy Muschietti            |
| 2019 | Matthias i Maxime                     | T       | T           | T         | T     | Max                    |                                 |

### Dubbing (francuski)
- 2000: Podaj dalej jako Trevor
- 2000: Mój przyjaciel, Skip jako Spit
- 2001: Harry Potter i Kamień Filozoficzny jako Ron Weasley
- 2002: Harry Potter i Komnata Tajemnic jako Ron Weasley
- 2003: Gdzie jest Nemo? jako Tad
- 2003: Wakacje Waltera jako Walter
- 2004: Harry Potter i więzień Azkabanu jako Ron Weasley
- 2005: Glurp Attack!/Glurpologie jako Ty
- 2005: Harry Potter i Czara Ognia jako Ron Weasley
- 2006: Alpha Dog jako Keith Stratten
- 2007: Whistler jako Quinn McKaye
- 2007: Magi-Nation jako Tony
- 2007: Harry Potter i Zakon Feniksa jako Ron Weasley
- 2008: Zmierzch jako Jacob Black
- 2008: High School Musical 3: Ostatnia klasa jako Donnie Dion
- 2009: Planeta 51 jako Skiff
- 2009: South Park jako Stan Marsh
- 2009: Saga „Zmierzch”: Księżyc w nowiu jako Jacob Black
- 2009: Harry Potter i Książę Półkrwi jako Ron Weasley
- 2010: Saga „Zmierzch”: Zaćmienie jako Jacob Black
- 2010: Jak wytresować smoka jako Harold
- 2010: Kick-Ass jako Dave Lizewski/Kick-Ass
- 2011: Smerfy jako Ważniak
- 2011: Saga „Zmierzch”: Przed świtem – część 1 jako Jacob Black
- 2011: Porwanie jako Nathan Harper
- 2011: Mój tydzień z Marilyn jako Colin Clark
- 2011: Harry Potter i Insygnia Śmierci. Część I jako Ron Weasley
- 2011: Harry Potter i Insygnia Śmierci. Część II jako Ron Weasley
- 2012: Czarnobyl. Reaktor strachu jako Chris
- 2012: Życie Pi jako Pi Patel
- 2012: Igrzyska śmierci jako Peeta Mellark
- 2012: John Carter jako Edgar Rice Burroughs
- 2018-2019: Anatane ratuje dzieci z Okury jako Anatane